# Glif maia
Els glifs maies (també anomenats jeroglífics maies) van ser el sistema d'escriptura de la civilització maia precolombina a Mesoamèrica. D'aquests caràcters o logogrames en van dir jeroglífics els antics exploradors europeus dels segles xviii i xix, que no n'entenien el significat, però que s'assemblaven als jeroglífics egipcis, amb els quals la civilització maia no tenia cap relació. És l'únic sistema d'escriptura desxifrat fins avui dels sistemes d'escriptura mesoamericans. Les primeres inscripcions maies són del segle iii aC. L'escriptura es va fer servir fins a una mica després de l'arribada dels conqueridors espanyols, el segle xvi (i fins a una mica més tard a llocs com Tayasal). L'escriptura maia tenia logogrames complementats amb un joc de glifs sil·làbics, amb funcions semblants als de l'escriptura japonesa.

## Estructura

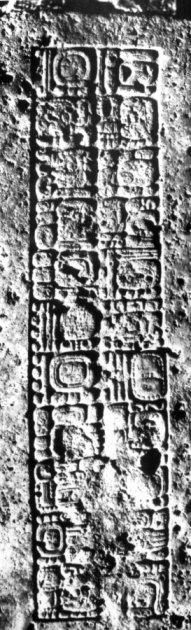
Inscripció en glifs maies de la localitat de Naranjo, referint-se al regnat d'itzamnaaj K'awil pana kmanana, 784-810

L'escriptura maia es compon d'un conjunt complex de glifs que laboriosament es pintaven en ceràmica, murs, o còdexs; es tallaven en fusta o pedra (en els quals destaquen els de les esteles i a dins de certes piràmides); o es modelaven en estuc. Els glifs tallats i modelats també es pintaven, encara que sovint la pintura es feia malbé i es perdia. L'escriptura maia era un sistema logosil·làbic el significat del qual és discutit. Els símbols individuals ("glifs") podien representar bé una paraula (normalment un morfema) o una síl·laba. El mateix glif podia utilitzar-se de les dues maneres. Per exemple, el glif de calendari "MANIK" també representava la síl·laba chi. Per convenció s'escriuen les lectures logogràfiques en majúscules i les lectures fonètiques en cursiva (itàlica). És possible, però no està comprovat, que aquestes lectures conflictives s'originessin quan es va adaptar aquesta escriptura a uns altres idiomes, com va passar amb els caràcters Han per al japonès (kanji). Igualment hi ha ambigüitat en sentit contrari: glifs diferents es podien llegir de la mateixa manera. Per exemple, mitja dotzena de glifs sense relació aparent volien dir el nom de tercera persona o-, d'ús molt freqüent.
L'escriptura maia s'escrivia usualment en blocs organitzats en columnes de dos blocs d'ample, i es llegien d'aquesta manera:

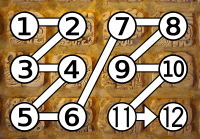
Ordre de lectura dels glifs maies. És com l'ordre d'escriptura actual, com a les columnes d'un diari

Dins de cada bloc, els glifs eren disposats de dalt cap avall i d'esquerra a dreta, gairebé com els blocs sil·làbics de l'escriptura coreana Hangul. Però cada bloc maia tendia a correspondre's amb una frase nominal o verbal, tal com "el seu tocat verd". A més, els glifs de vegades eren abreujats o condensats, en què un element d'un glif en substituiria part d'un altre. El condensament apareix a unes altres escriptures: per exemple, als manuscrits espanyols medievals la paraula de de vegades s'escrivia Ð (una D amb el traç central d'una I). Un exemple en anglès és la "i comercial" (en anglès ampersand) o et (&), que és una lligadura de la paraula "et" en francès normand. De vegades, en lloc de la configuració usual dels blocs, s'escrivien els glifs maies en línies o columnes senzilles, o en forma de "L" o "T". Aquestes variacions apareixien més sovint quan s'adaptaven millor a l'espai disponible per escriure.
Els glifs maies eren bàsicament logogràfics, és a dir, cada símbol representava un ens o concepte, com "peix" o "jaguar". En general, els glifs utilitzats com a elements fonètics eren en l'origen logogrames corresponents a paraules que en llenguatge parlat eren monosíl·labs, que, o bé acabaven amb una vocal, o bé amb una consonant feble com i, w, h, o una oclusiva glotal (so semblant al de la h en les interjeccions uh!, ah!, eh! del castellà).
N'és un exemple l'evolució a glif fonètic del logograma "aleta de peix" (en maia: Kah). Aquest glif, que pot aparèixer amb dues representacions, podia ser el dibuix d'una aleta de peix, o també el d'un peix amb aletes prominents, es va convertir en la representació de la síl·laba "ca".
Aquests glifs fonètics sil·làbics que van sorgir d'aquesta manera tenien dues funcions bàsiques: d'una banda, servien com a complements fonètics per a desambiguar logogrames amb més d'un significat (això passava també a l'escriptura egípcia). I, de l'altra, servien per a escriure elements gramaticals que mancaven de logograma, tals com inflexions de verbs (com al japonès). Per exemple, la veu bálam, 'jaguar', podia escriure's com un logograma només (ara la representarem com BALAM), o podia matisar-se afegint-hi logogramas fonètics, segons context (ba—BALAM, o també BALAM-—dt., o ba—BALAM—dt., en què ba i dt. són glifs fonètics), o fins i tot podia escriure's de manera totalment fonètica, amb tres glifs (ba—la—dt.)
Els glifs fonètics representaven síl·labes simples obertes (formades per consonant+vocal o únicament vocal). Però la fonotàctica maia és una mica més complicada. La majoria de paraules maies acaben amb una consonant, no cap vocal, i també poden trobar-se seqüències de dues consonants enmig de la paraula, com en xolte’ [ʃolteʔ] 'ceptre', que és CVCCVC. Quan aquestes consonants finals eren sonants (l, m, n) o glotals (h, ’) de vegades no s'escrivien, però més sovint, les consonants finals s'escrivien, això vol dir que també apareixia una vocal extra. Aquesta era típicament una vocal "imitativa" que repetia la de la síl·laba anterior. Així, la paraula [kah] 'aleta de peix' s'escriuria ca-ha. Però hi ha molts més casos amb una altra vocal final, i les seves regles ortogràfiques només s'han entès parcialment. Vet aquí què s'entén actualment:
- Una síl·laba CVC s'escrivia CV-CV amb les dues vocals iguals: jo-po [yop] 'fulla'.
- Una síl·laba amb vocal llarga (CVVC) s'escrivia CV-Ci, tret que la vocal llarga fos [i], en aquest cas s'escrivia Ci-Ca: ba-ki [baak] 'captiu', yi-tzi-na [yitziin] 'germà menor'.
- Una síl·laba amb vocal glotalizada (CV’C o CV’VC) s'escrivia amb una a final si la vocal era [i, o, o], o amb una o final si la vocal era [a] o [i]: hu-na [hu’n] 'paper', ba-tz'o [ba’tz’] 'mico aullador'.

Una forma escrita més complexa és ha-o-bo ko-ko-no-dt per a [ha’o’b kokno’m] 'ells són els guardians'. (La durada i la glotalització de les vocals no sempre estaven indicades en paraules comunes com 'ells són'.) Un conjunt mínim, sense traducció completa, és el següent:
ba-ku [bak]
ba-ki [baak]
ba-ku [ba’k] o [ba’ak]
ba-ke [baakel] (ometent la l)

## Glifs d'emblema
Un "glif d'emblema" és un tipus de títol reial. Està format per la paraula ajaw (un terme del maia clàssic per a "senyor", sense etimologia clara encara, però amb fonts colonials ben testificades) i un topònim que precedeix la paraula ajaw i funciona com a adjectiu. De vegades el títol està precedit per l'adjectiu k’uhul 'sant' o 'sagrat'.
Per descomptat un glif d'emblema no és del tot "un glif", perquè es pot escriure amb qualsevol quantitat de signes sil·làbics i logogràfics i estan testificades diverses ortografies alternatives per a les paraules k’uhul i ajaw, que formen la part invariante del títol. El terme "glif d'emblema" és simplement una reminiscència de l'època en què els maianistes no podien interpretar satisfactòriament les inscripcions maies clàssiques i havien de conformar-se amb alguns apel·latius aïllant certs components estructurals recurrents en la narrativa escrita.

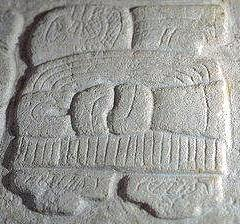
Glif d'emblema de Tikal o "Mutal", Estela del Museu de Tikal

Aquest títol l'identificà el 1958 Heinrich Berlin, que encunyà el terme "glif d'emblema". Berlin notà que els "glifs d'emblema" constaven d'un signe principal de major grandària que els altres dos signes la lectura actual dels quals és k’uhul ajaw. Berlin també notà que mentre els elements petits romanien relativament constants, el signe principal canviava entre un lloc i altre. Berlin proposà que els signes principals identificaven ciutats individuals, les seves dinasties regnants o els seus territoris controlats. Seguidament, Marcus argumentà que els glifs d'emblema es referien a jaciments arqueològics, disposats en una jerarquia de cinc nivells de distribució asimètrica. La recerca de Marcus assumia que els glifs d'emblema estaven distribuïts en un patró d'importància relativa del lloc depenent de l'amplitud de la seva distribució, vagament desglossada així: centres regionals primaris (capitals); Tikal, Calakmul, i altres ciutats supremes eren generalment les primeres de la seva regió a adoptar un glif emblema. Els texts que es refereixen a altres centres regionals primaris apareixen en els texts d'aquestes "capitals", i existeixen dependències que utilitzen el glif del centre primari. Els centres secundaris (Altún Ha, Luubantuun, Xunantunich i altres ciutats intermèdies) tenien els seus propis glifs, però només eren esmentades rarament en els texts trobats al centre regional primari, mentre que repetidament esmenten el centre regional en els seus propis texts. Els centres terciaris (pobles) no tenien glifs propis, però sí texts que esmenten els centres primaris i potser ocasionalment els centres secundaris. A aquests seguien els llogarets sense glifs d'emblema ni texts que esmentin els centres majors, i les masies amb mínima evidència de texts. Aquest model fou irrefutat més d'una dècada fins que Mathew i Juteson van argumentar una vegada més que els glifs d'emblema eren els títols de governants maies amb certa associació geogràfica.
El debat sobre la naturalesa dels glifs d'emblema va sofrir un nou gir amb la monografia de Stuart i Houston. Els autors van demostrar convincentment que hi havia quantitats de topònims pròpiament dits, alguns de reals, altres de mitològics, esmentats en les inscripcions. Alguns d'aquests topònims apareixien també en els "glifs d'emblema", alguns van ser testificats en els "títols d'origen" (similars als gentilicis), però uns altres no estaven totalment inclosos en títols personals. A més, els autors ressaltaren els casos en els quals els "títols d'origen" i els "glifs d'emblema" no se superposaven, recolzant-se en una recerca anterior de Houston. Houston va notar que l'establiment i difusió de la dinastia originada en Tikal a la regió de Petexbatun va ser acompanyada per la proliferació de governants que usaven el "glif d'emblema" de Tikal posant ascendència política i dinàstica sobre els centres de govern de l'època.

## Història

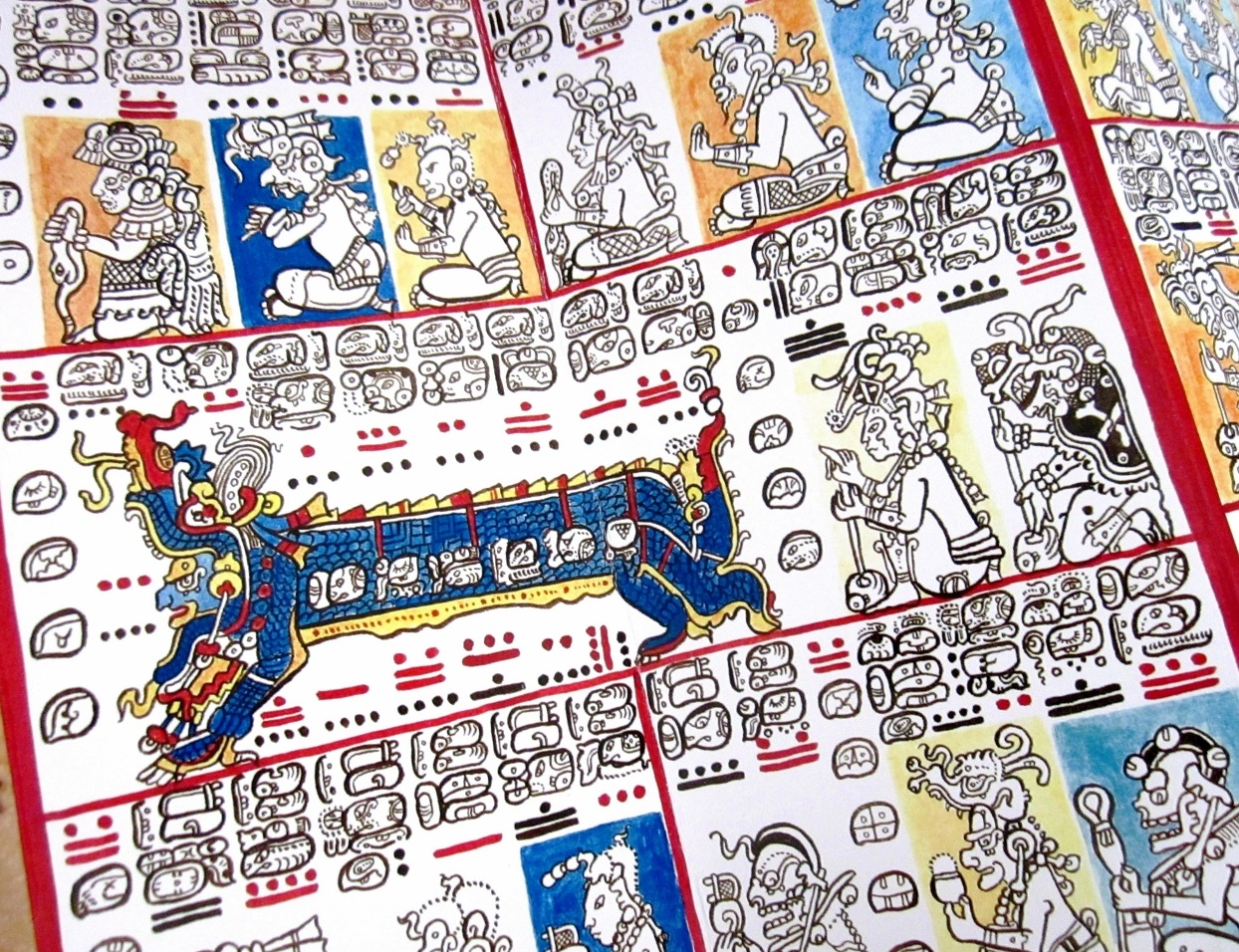
Detall del Còdex maia de Dresden. Reproducció moderna

Fins fa poc es creia que els maies havien adoptat la seva escriptura de l'olmeca o de l'epiolmeca. Però uns descobriments han portat l'origen de l'escriptura maia uns quants segles enrere, i sembla possible que els maies hagin estat els que van inventar l'escriptura a Mesoamèrica.
Al començament de l'època colonial, l'escriptura maia va continuar, i, segons referències, alguns dels primers capellans espanyols que van anar al Yucatán la van aprendre. El primer bisbe de Mèrida, Diego de Landa, va escriure Relació de coses del Yucatán durant la conquesta espanyola. Va escriure que estava orgullós d'haver cremat una gran quantitat de llibres indígenes, manuscrits, i símbols redactats en escriptura maia, després que veiés que molts indígenes continuaven amb les seves creences que ell considerava sacrílegues o bàrbares. El pare Landa redactà la seva crònica per deixar constància del seu zel per a la conversió dels nadius, però com que alhora va escriure informacions etnogràfiques valuoses i descripcions exactes de l'escriptura dels maies, es van poder rescatar de l'oblit moltes dades; que van servir, segles després, per a ajudar a interpretar aquesta escriptura. Els jeroglífics reproduïts pel bisbe de Mèrida de les obres cremades pels invasors conqueridors cristians eren exactament els mateixos que J. L. Stephen havia trobat als monuments històrics de la selva del sud quan va descobrir Copán el 17 de novembre de 1839. Això va servir per a transcriure els calendaris jeroglífics maies i els càlculs del temps que hi havia. El llibre de Landa el descobrí a la Biblioteca Real de Madrid el 1869 Brasseur de Bourgbourg. Va permetre fer noves hipòtesis sobre l'escriptura maia.
Gràcies a que Landa va escriure un glossari de sons maies i símbols relacionats, i va deduir el que va creure era l'"alfabet" maia, conegut com l'alfabet de Landa (després rebujat com a il·lògic); el seu llibre posteriorment es va convertir en un recurs clau per al desxiframent de l'escriptura maia. La dificultat del desxiframent era que no hi havia correspondència unívoca entre l'alfabet espanyol i els caràcters maies, i els noms de les lletres de l'alfabet no tenien significat per l'escrivà maia que va ajuda Landa, de manera que quan Landa demanava que escrivís, per exemple, "L" (ela): i-li (l'escrivà entenia en paraules del seu propi idioma), i va codificar el resultat com la "lletra L".
Landa també va fer una ortografia en alfabet llatí per a la llengua maia yucateca. Aquesta va ser la primera ortografia sobre les llengües maies, que són unes trenta.
Només coneixem quatre còdexs maies que hagin sobreviscut als espanyols. La majoria de texts maies supervivents s'han trobat a la ceràmica trobada a les tombes maies, o als monuments i esteles de llocs després abandonats o tallats abans de l'arribada dels invasors espanyols.
El coneixement del sistema d'escriptura es va perdre probablement a la fi del segle xvi o començament del XVII. Però el segle xix hi va haver un interès renovat pels jaciments arqueològics maies.

## Desxiframent
El desxiframent de l'escriptura fou un procés llarg i laboriós. Els investigadors del segle xix i començament del XX van desxifrar els numerals maies, passatges de texts d'astronomia, i el calendari maia, però la comprensió de la resta era més enllà de l'abast dels acadèmics. Yuri Knorozov va fer un paper imoportant per al desxiframent de l'escriptura maia. El 1952 va publicar un document titulat "Drevniaia Pis'mennost’ Tsentral’noi Amerika" ("Antiga escriptura de Centreamèrica") on deia que l'anomenat "alfabet de Landa" (contingut al manuscrit del bisbe Diego de Landa Relació de les coses de Yucatán) es componia de síl·labes més que no pas de símbols alfabètics. Més tard va millorar la tècnica de desxiframent, amb la seva monografia de 1963 The Writing of the maia Indians (L'escriptura dels indígenes maies); i va publicar traduccions de manuscrits maies a la seva obra de 1975 Maia Hieroglyphic manuscripts (Manuscrits jeroglífics maies). Els anys 60, els progressos van revelar registres dinàstics dels governants maies. Des dels primers anys 80, s'ha demostrat que la major part dels símbols abans desconeguts són un sil·labari; i des de llavors la interpretació de l'escriptura maia s'ha accelerat.
Pel que sembla els maies haurien heretat dels olmeques alguns elements, i potser la base sencera, de la seva escriptura; l'haurien modificat, i després expandit durant el període preclàssic. Els texts d'aquest període són menys nombrosos, i menys comprensibles per als arqueòlegs que els texts posteriors. Però l'escriptura ístmica o epiolmeca es va considerar com un possible ancestre directe de l'escriptura maia. Ara es creu que és més recent, i que podria ser-ne descendent). Unes altres cultures mesoamericanes relacionades i properes del mateix període serien també hereves de l'escriptura olmeca, i haurien desenvolupat sistemes paral·lels que compartien atributs clau (com el sistema de numeració vigesimal representat per punts i barres). Es creu, però, que els maies van ser l'única civilització de la seva zona que tenia un sistema d'escriptura complet; capaç d'escriure qualsevol discurs del llenguatge parlat, a diferència de, per exemple, la cultura mexica.

## Més troballes
Com que els primers assajos de Knorozov tenien poques lectures noves i els editors soviètics hi van afegir reclams de caràcter propagandístic, alguns maianistes occidentals simplement desconeixien el treball de Knorozov. Però els anys 60 van arribar a veure real l'enfocament sil·làbic, i vam començar a desenvolupar possibles lectures fonètiques dels símbols que es podien entendre pel context. L'epigrafista Eric S. Thompson va ser un dels grans oponents de Knorosov i del seu enfocament sil·làbic. S'ha dit que els desacords de Thompson van endarrerir-ne el desxiframent.
El 1959, examinant allò que l'acadèmica russonord-americana Tatiana Proskouriakoff va dir-ne "un patró de dates peculiar" a les inscripcions de pedra al lloc maia clàssic de Piedras Negras, Proskouriakoff va deduir que parlaven d'esdeveniments de la vida d'un home, no pas de religió, astronomia, ni profecies, com deia la "vella escola" representada per Thompson. Això es va demostrar cert per a moltes inscripcions maies, i va revelar que els registres epigràfics maies relataven històries reals de governants, com les de les altres cultures del món. De sobte els maies van entrar a la història escrita.
Tot i que ja era clar què hi havia a moltes inscripcions maies, encara no es podien llegir. Però es va avançar més els anys 60 i 70 fent servir moltes d'aproximacions que incloïen anàlisis de patrons, l'"alfabet" de Landa, les troballes de Knorozov, i unes altres. A la història del desxiframent dels maies, no podia separar-se la feina d'arqueòlegs, historiadors d'art, epigrafistes, lingüistes, i antropòlegs. Tots hi van contribuir. Entre els homes clau hi havia David H. Kelley, Ian Graham, Gilette Griffin, i Michael Coe.
Hi van haver troballes els anys 70, particularment a la primera Taula Rodona de Palenque, una conferència acadèmica organitzada per Merle Greene Robertson al lloc maia clàssic de Palenque el desembre de 1973. Linda Schele, una historiadora d'art i epigrafista de la Universitat de Texas d'Austin, va dirigir un grup on hi havia Floyd Lounsbury, lingüista de la Universitat Yale, i Peter Mathews, llavors estudiant de David H. Kelley de la Universitat de Calgary (que Kelley va enviar per no haver-hi pogut assistir ell). Van desxifrar la primera llista dinàstica de reis de Palenque. Mitjançant la identificació d'un signe com un títol reial important (que es llegeix k'inich), el grup va identificar i llegir la vida, des del naixement fins a l'ascens al tron, i la mort, de sis reis de Palenque.
Des d'aquest punt, el progrés va continuar a pas exponencial, no només per al desxiframent dels glifs maies, sinó també per fer una comprensió nova de la civilització maia, basada en la història. El 1988, Wolfgang Gockel va publicar una traducció de les inscripcions de Palenque basades en una interpretació morfèmica, en lloc de sil·làbica, dels texts glífics. La "vella escola" va rebutjar els resultats de la nova acadèmia un temps més. Un esdeveniment decisiu a favor del nou enfocament va passar el 1986, en una exhibició titulada "La sang dels reis: una nova interpretació de l'art maia", organitzada per InterCultura i el Museu d'Art Kimbell i auspiciada per Schele i la historiadora d'art de Yale Mary Miller. Aquesta exhibició i el catàleg per als assistents revelaren a una vasta audiència el nou món que s'havia obert gràcies al desxiframent de les inscripcions maies. Ara no només es podia llegir la història, sinó que les restes materials dels maies els mostraven com individus reals. Es revelaren com a persones com les de totes les altres societats humanes, plenes de guerres, lluites dinàstiques, aliances polítiques canviants, sistemes religiosos i artístics, propietat i sobirania, i així successivament. A més, la nova interpretació, com ho va demostrar l'exhibició, donava sentit a moltes obres d'art que no s'entenien. Quedava endarrere l'antic punt de vista de Thompson dels maies com a astrònoms pacífics sense conflictes.
Tres anys més tard, però, el 1989, els encara ressistents a la interpretació moderna del desxiframent van contraatacar, durant una conferència a Dumbarton Oaks. No s'atacava directament la metodologia ni els resultats del desxiframent i s'acceptava que els texts maies antics havien estat llegits, però que eren "epifenomenals". Van dir que els texts desxifrats tractaven només d'afers i creences de l'elit de la societat, i no dels maies comuns. Michael Coe, contra aquesta idea, va descriure "epifenomenal" com:
- una insignificant paraula amb l'objecte de dir que l'escriptura maia és només d'aplicació marginal, perquè és secundària a aquelles institucions més primàries -economia i societat- tan ben estudiades pels arqueòlegs de terreny.

Linda Schele va dir després de la conferència que això és com dir que les inscripcions de l'antic Egipte -o els escrits dels filòsofs o historiadors grecs- no parlen de res important. La majoria de documents escrits de la major part de cultures ens parlen de l'elit, perquè a la major part de les cultures del passat només hi havia molt pocs homes que podien llegir i escriure.

## Silabograma
Actualment el desxiframent avança de pressa. Els acadèmics accepten que ara més del 90 per cent dels texts maies es poden llegir amb precisió raonable. Cap al 2004, com a mínim es coneixia un glif fonètic per a cadascuna de les síl·labes marcades com es mostra en aquesta taula:
|   | (’) | b | ch | ch’ | h | j | k | k’ | l | m | n | p | s | t | t’ | tz | tz’ | w | x | y   |
| - | --- | - | -- | --- | - | - | - | -- | - | - | - | - | - | - | -- | -- | --- | - | - | --- |
| a | •   | • | •  | •   | • | • | • | •  | • | • | • | • | • | • |    | •  | •   | • | • | •   |
| e | •   | • | •  |     | • | • | • | •  | • | • | • | • | • | • |    | •  |     |   |   | •   |
| i | •   | • | •  |     | • | • | • | •  | • | • | • | • | • | • |    | •  | •   | • | • | •   |
| o | •   | • | •  | •   | • | • | • | •  | • | • | • | • |   | • | •  |    | •   | • | • | •\| |
| u | •   | • | •  |     | • | • | • | •  | • | • | • | • | • | • | •  | •  | •   |   | • | •   |
Taula del silabograma per glifs:
|         | a | e | i | o | u |
| ------- | - | - | - | - | - |
|         |   |   |   |   |   |
| b’      |   |   |   |   |   |
| ch /tš/ |   |   |   |   |   |
| ch’     |   |   |   |   |   |
| h /ʔ/   |   |   |   |   |   |
| j /h/   |   |   |   |   |   |
| k       |   |   |   |   |   |
| k’      |   |   |   |   |   |
| l       |   |   |   |   |   |
| m       |   |   |   |   |   |
| n       |   |   |   |   |   |
| p       |   |   |   |   |   |
| s       |   |   |   |   |   |
| t       |   |   |   |   |   |
| t’      |   |   |   |   |   |
| tz /ts/ |   |   |   |   |   |
| tz’     |   |   |   |   |   |
| w       |   |   |   |   |   |
| x /š/   |   |   |   |   |   |
| y /j/   |   |   |   |   |   |
|         | a | e | i | o | u |

Els principals estudiosos de la llengua maia inclouen molts arqueòlegs, epígrafistes, lingüistes, i historiadors. Alguns noms d'aquesta llista són:
- David Friedel de la SMU
- David Stuart de la University of Texas
- Nikolai Grube de la University of Bonn, Alemanya
- Alfonso Lacadena de la Universitat Complutense de Madrid
- Simon Martin de l'University of Pennsylvania Museum
- William Fash de l'Harvard University
- Diane Chase i Arlen Chase de la University of Central Florida
- Stephen Houston de la Universitat de Brown
- Arthur Demarest de la Vanderbilt University
- Robert Sharer de la Universitat de Pennsylvania
- William Sanders de la Universitat Estatal de Pennsilvània,
- Karl Taube de la Universitat de Califòrnia, Riverside
- Marc Zender del Peabody Museum, Universitat Harvard
- Dimitri Beliaev, de la Russian State University for the Humanities, a Moscou
- Nicholas Hopkins i Kathryne Josserand,
- John Robertson de la Universitat Brigham Young
- Søren Wichmann del Max Planck Institute for Evolutionary Anthropology de Leipzig
- Linda Schele, Universitat de Texas
- Maricela Ayala Falcón, Centre d'Estudis maies-UNAM
- Guillermo Bernal Romero, Centre d'Estudis maies-UNAM
- Erik Velásquez, Institut de Recerques Estètiques-UNAM

Entre altres, incloent-hi uns quants estudiosos de l'Amèrica central, sobretot de l'àrea maia.